# ルイス・ランカスター

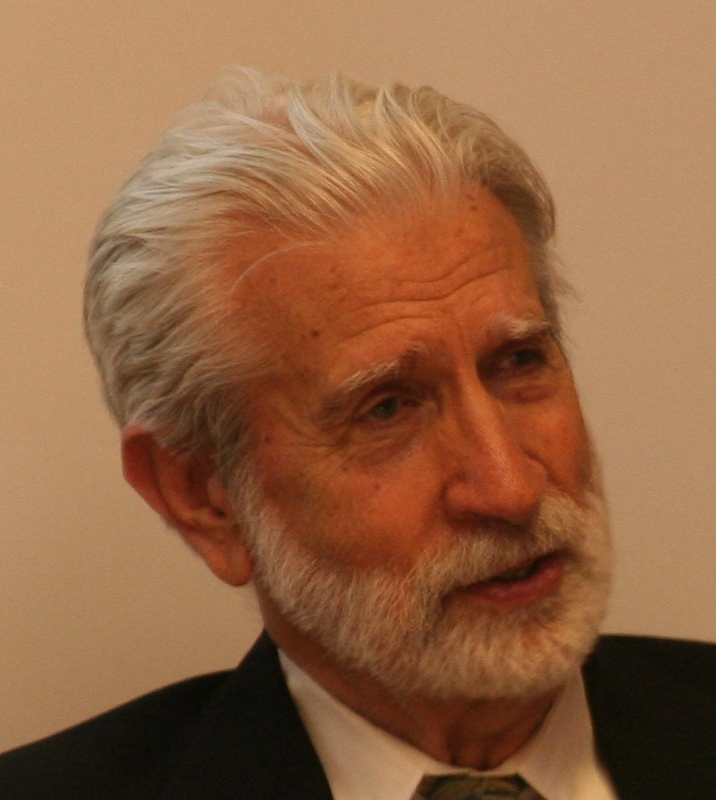
2013年

ルイス・R・ランカスター(英語: Lewis R. Lancaster、1932年10月27日 - )は、カリフォルニア大学バークレー校の東アジア言語学部の名誉教授であり、西来大学の学長、非常勤教授、および論文委員会の委員長を務めている。 

## 来歴
1992年以来。彼は1954年にロアノーク大学（BA）を卒業し、2007年にロアノークから名誉文学博士号を取得した。彼はまた、1958年にUSC-ST（M.Th。）を卒業し、1968年にウィスコンシン大学（Ph.D.）を卒業した。彼は2011年にベトナム仏教大学から仏教学の名誉博士号を取得した。
55以上の記事とレビューを発表し、般若経と関連システム、韓国仏教の典礼、仏典、中国とチベットの初期仏教、韓国の仏教の同化を含む多数の本を編集または執筆している。彼はまた、コンピューターベースのテクノロジーを使用して、遠い過去から現在までの仏教の広がりをマッピングするために、Electronic Cultural AtlasInitiativeを設立した。
2008年、ランカスターは宗教と社会に関するバークレクチャーシップを行った。 ランカスター教授は、仏陀の誕生日教育プロジェクトの研究顧問です。 彼は、米国カリフォルニア大学バークレー校の仏教学の議長であり、バークレー仏教学シリーズの編集者であった。
ランカスターは、仏教における仏の誕生日（灌仏会）を祝う美術展を歴史を通して記録し、主催してきた仏の誕生日教育プロジェクトの研究顧問です。 
ランカスターは、韓国仏教の典礼の説明的なカタログの作成とデジタル化の重要人物であった。 彼は仏教への貢献により韓国仏教秩序から2014年大賞を受賞した。